# Raz-de-marée aux Pays-Bas en 1322
Le raz-de-marée de 1322 a inondé une grande partie des Pays-Bas et de la Belgique d'aujourd'hui.
L'inondation a frappé surtout la Zélande, la Hollande-Méridionale et la Flandre, mais aussi la Frise, le Groningue et des zones le long des grands fleuves du Rhin, de la Meuse et de l'IJssel étaient sous les eaux. Le nombre de décès n'est pas connu.

## Conséquences pour la Flandre
En Flandre presque toutes les îles côtières ont été emportés. Plus tard, Jean sans Peur prendra conscience que les digues de Flandre doivent être unifiées et renforcées; ce qui aboutira en 1404 à la construction d'une digue allant de Dunkerque à Sas van Gent appelée la digue du Comte Jean.

## Référence
- (nl) Cet article est partiellement ou en totalité issu de l’article de Wikipédia en néerlandais intitulé « Stormvloed van 1322 » (voir la liste des auteurs).